# إدي كان
إدي كان (بالإنجليزية: Eddie Kane)‏ هو ممثل أمريكي، ولد في 12 أغسطس 1889 بسانت لويس في الولايات المتحدة، وتوفي في 30 أبريل 1969 بلوس أنجلوس في الولايات المتحدة بسبب نوبة قلبية.

## أعمال

### أفلام
- (1936) السيد ديدز يذهب إلى المدينة
- (1938) كنتاكي
- (1939) السيد سميث يذهب إلى واشنطن
- (1942) يانكي دودل داندي
- (1943) البيت المجنون
- (1946) إنها حياة رائعة[1]

## وصلات خارجية
- إدي كان على موقع IMDb (الإنجليزية)
- إدي كان على موقع أول موفي (الإنجليزية)
- إدي كان على موقع قاعدة بيانات الأفلام السويدية (السويدية)
- إدي كان على موقع قاعدة بيانات الفيلم (الإنجليزية)
- إدي كان على موقع كينوبويسك (الروسية)